# Рок ам Ринг
Рок ам Ринг (на немски: Rock am Ring) е ежегоден рок фестивал, провеждан на пистата Нюрбургринг в провинция Рейнланд-Пфалц, Германия.
Той е най-големият музикален фестивал в страната и сред най-големите в Европа. На първото издание на фестивала през 1985 г. го посещават 75 000 души.
Фестивалът се провежда от 1985 г. до днес през уикенда на Петдесетница. През 2013 г. е от 7 до 9 юни.